# Luigi Carini
Luigi Carini (21 de diciembre de 1869-28 de septiembre de 1943) fue un actor teatral y cinematográfico de nacionalidad italiana.

## Biografía
Nacido en Cremona, Italia, como actor teatral en 1893 se incorporó a la prestigiosa compañía Andò-Leigheb, pasando en 1895 a la Reiter-Leigheb como primer actor. Desde 1903 dirigió y actuó en algunas de las mejores compañías teatrales de la época - Virginia Reiter, Di Lorenzo-Falconi, Gramatica-Piperno-Gandusio, Reiter-Carini y la Carini-Gentilli-Dondini, colaborando así mismo con Aristide Baghetti.
Alcanzó el éxito con Amanti, de Maurice Donnay, actuando junto a Virginia Reiter, y la crítica lo definía como el actor más dotado de aquellos años. En 1921 creó una compañía propia, con la cual trabajó diez años en colaboración con su segunda esposa, la actriz Nera Grossi, dedicándose después a la dirección teatral con Emma y Irma Gramatica, con Annibale Betrone y Maria Melato, con Renzo Ricci, con Febo Mari, y de nuevo con Betrone y Wanda Capodaglio.
Continuó disfrutando del éxito en Italia, y también en el extranjero, sobre todo en América del Sur. Entre sus interpretaciones más significativas figuran el personaje de Napoleón en Madame Sans-Gêne de Victorien Sardou, el de Bito en Messalina de Pietro Cossa, y el de Figaro en Matrimonio di Figaro de Pierre-Augustin de Beaumarchais. Relevantes fueron también sus actuaciones en Il figlio dell'amore de  Henry Félix Bataille y L'abito verde de Robert de Flers y Gaston Armand de Caillavet.
En su compañía debutaron o se formaron actores como Loris Gizzi, Romano Calò, Jone Romano, Mario Ferrari, Piero Carnabuci, Gina Sammarco, Cele Abba, Enzo Biliotti, Lola Braccini – en la temporada 1914-1915 - Sarah Ferrati – que debutó con él en 1928 - Ernesto Calindri – que debutó en 1929 – y muchos otros, trabajando también con él por un breve período de tiempo en 1925, Eduardo De Filippo.
También activo en el mundo del cine, interpretó diversos filmes, empezando en la época del cine mudo (L'amica, en 1920 de Mario Bonnard) y continuando hasta poco antes de su muerte. De entre ellos puede destacarse Teresa Confalonieri (1934), de Guido Brignone.
Luigi Carini falleció en Roma, Italia, en 1943.	 

## Filmografía
- L'amica, de Mario Bonnard (1920)
- Corte d'Assise, de Guido Brignone (1930)
- Teresa Confalonieri, de Guido Brignone (1934)
- Pierpin, de Duilio Coletti (1935)
- Cavalleria, de Goffredo Alessandrini (1936)
- Fuochi d'artificio, de Gennaro Righelli (1938)
- Le educande di Saint-Cyr, de Gennaro Righelli (1939)
- Il cavaliere di Kruja, de Carlo Campogalliani (1941)